# Кубок мира 1979 (снукер)
Кубок мира 1979 (англ. 1979 World Cup, полное название 1979 State Express World Challenge Cup) — профессиональный нерейтинговый командный снукерный турнир, который прошёл в октябре 1979 года в Бирмингеме, Англия. Победителем стала команда Уэльса, обыгравшая в финале Англию со счётом 14:3.

## Примечательные факты
- Это был первый розыгрыш командного Кубка мира по снукеру.
- Средний возраст игроков команды-финалиста (Англии) составил 49 лет.
- Так как ни в Шотландии, ни в Ирландии на то время не было достаточно много профессиональных снукеристов, обе эти страны не приняли участие в турнире (хотя последняя участвовала уже в следующем розыгрыше как объединённая сборная Республики Ирландии и Северной Ирландии).
- Спонсором Кубка мира выступил сигаретный бренд State Express под управлением компании British American Tobacco. State Express остался поддерживать турнир до 1983 года включительно.

## Формат
В турнире приняли участие шесть команд. Они были разделены на две группы. Каждая команда состояла из трёх игроков. Все матчи группового этапа состояли из 15 фреймов, каждый снукерист играл по пять фреймов за матч в сумме. Команды, занявшие первое место в своих группах, выходили в финал.

## Результаты
| Англия 8:7 Сборная мира · Северная Ирландия 7:8 Англия · Сборная мира 7:8 Северная Ирландия | Уэльс 9:6 Канада · Австралия 6:9 Уэльс · Канада 7:8 Австралия |

| Место | Команда           | Игр | МВ | МП | ФВ | МВ |
| ----- | ----------------- | --- | -- | -- | -- | -- |
| 1     | Англия            | 2   | 2  | 0  | 16 | 14 |
| 2     | Северная Ирландия | 2   | 1  | 1  | 15 | 15 |
| 3     | Сборная мира      | 2   | 0  | 2  | 14 | 16 |

| Место | Команда   | Игр | МВ | МП | ФВ | МВ |
| ----- | --------- | --- | -- | -- | -- | -- |
| 1     | Уэльс     | 2   | 2  | 0  | 18 | 12 |
| 2     | Австралия | 2   | 1  | 1  | 14 | 16 |
| 3     | Канада    | 2   | 0  | 2  | 13 | 17 |

| Финал                                                |      |                                                 |
| Уэльс · Рэй Риардон · Терри Гриффитс · Дуг Маунтджой | 14:3 | Англия · Фред Дэвис · Джон Спенсер · Грэм Майлс |